# Ganardżiis Muchuri
Ganardżiis Muchuri – wieś w Gruzji, w regionie Megrelia-Górna Swanetia, w gminie Zugdidi. W 2014 roku liczyła 1354 mieszkańców.